# Watertoren (Akkrum)
De watertoren in Nes bij Akkrum is ontworpen door architect A.P. Wesselman van Helmond en gebouwd in 1957.
De watertoren, die identiek is aan de watertoren in Sint Jacobiparochie, heeft een hoogte van 41 meter en heeft een waterreservoir van 515 m3. De toren is inmiddels buiten gebruik als watertoren. Sinds het voorjaar van 2016 functioneert de toren als hotel.
Ooit stond er op het terrein van de watertoren een klooster.
Tijdens Simmer 2000 was de watertoren van Nes veranderd in een grote schemerlamp. Begin 2007 werd de toren te koop gezet voor 35.000 euro en werd het genomineerd als rijksmonument. Er werd een actiegroep opgericht om de watertoren te behouden. Op 19 juni 2007 werd de watertoren gekocht door Merward Sijperda. De watertoren werd verkocht onder de voorwaarde dat het alleen zou worden gebruikt voor toeristische/recreatieve of educatieve doeleinden, echter mocht het geen verkeers-aantrekkende werking hebben. In 2012 liet Sijperda weten er wellicht een hotel in te huisvesten, iets waar veel inwoners van Nes op tegen waren. De watertoren zou te dicht bij het dorp staan en zo de privacy van de bewoners aantasten. Er is daarop besloten de ramen gericht op het dorp te blinderen. In 2015 werd aan de verbouwing begonnen om van het waterreservoir twee hotelkamers te maken. In het voorjaar van 2016 was de bouw voltooid en op 6 mei 2016 werd het hotel in de watertoren door Foppe de Haan geopend.